# دره‌ای (جیرفت)
دره‌ای (جیرفت)، روستایی از توابع بخش ساردوئیه شهرستان جیرفت در استان کرمان ایران است.

## جمعیت
در سرشماری ملی سال ۲۰۰۶، جمعیت آن ۳۹۸ نفر در ۷۴ خانوار بوده‌است. سرشماری زیر در سال ۲۰۱۱ تعداد ۷۸۹ نفر در ۱۹۱ خانوار بود. آخرین سرشماری در سال ۲۰۱۶ جمعیت ۸۱۷ نفر در ۳۶۱ خانوار را نشان داد. این روستا بزرگ‌ترین روستا در دهستان دلفارد بود.